# Friedrich Wahrenburg
Friedrich Wahrenburg (* 6. Mai 1896 in Gelldorf; † 6. Juni 1957 in Südhorsten) war ein deutscher Politiker (SPD).

## Leben
Wahrenburg war beruflich als Bergarbeiter im Gesamtbergwerk Obernkirchen tätig. Er lebte zunächst in Gelldorf und zog im September 1933 nach Tallensen. Nach seinem Eintritt in den Ruhestand wohnte er in Südhorsten.
Im April 1933 rückte er in der letzten Wahlperiode als Mitglied der SPD kurzzeitig als Abgeordneter in den Landtag des Freistaates Schaumburg-Lippe nach, da zuvor vier sozialdemokratische Landtagsabgeordnete aus Protest zurückgetreten waren.
Friedrich Wahrenburg war seit 1922 verheiratet.